# جورج تشانس
جورج تشانس (بالإنجليزية: George Chance)‏ هو مصور نيوزيلندي، ولد في 15 مايو 1885 في ليفربول في المملكة المتحدة، وتوفي في 28 سبتمبر 1963 في دنيدن في نيوزيلندا.